# Future Aircraft Technology Enhancements
Future Aircraft Technology Enhancements (FATE) je označení programu na němž se podílela agentura DARPA a AFRL. 
V rámci tohoto programu bylo zarezervováno označení X-39. Cílem programu FATE bylo vyvinout nové technologie pro následující generaci bojových letadel. Část programu se pak uplatnila u programu Unmanned Combat Air Vehicle (UCAV).